# 도요하라역
도요하라역(일본어: 豊原駅)은 일본 도치기현 나스군 나스정에 있는 동일본 여객철도 도호쿠 본선의 역이다. 섬식 승강장 1면 2선의 구조를 가진 지상역이다.

## 타는 곳
| 1 | ■ 도호쿠 본선 | (상행) | 구로이소 · 우쓰노미야 방면 |
| 2 | ■ 도호쿠 본선 | (하행) | 시라카와 · 고리야마 방면   |

## 이용 현황
| 승차 인원 추이 | 승차 인원 추이      |
| 연도           | 하루 평균 승차 인원 |
| -------------- | ------------------- |
| 2008           | 55                  |

## 역 주변
- NTT 동일본 공중전화
- 구로카와 강
- 야노메 댐
- 국도 제294호선
- 국도 제4호선

## 역사
- 1887년 7월 16일 : 일본 철도의 도요하라역(일본어: 豊原駅)으로 개업.
- 1925년 4월 1일 : 시모즈케토요하라역(일본어: 下野豊原駅)으로 개칭.
- 1948년 8월 1일 : 다시 도요하라역으로 개칭.
- 1987년 4월 1일 : 민영화에 따라 동일본 여객철도로 이관.

## 인접 정차역
| 도호쿠 본선              | 도호쿠 본선   | 도호쿠 본선            |
| ------------------------ | ------------- | ---------------------- |
| 구로다하라 구로이소 방면 | ■ 도호쿠 본선 | 시라사카 후쿠시마 방면 |